# Trinks & Co.

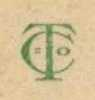
Logo

Das Unternehmen Trinks & Co. war ein international tätiger Verlag mit Sitz in Leipzig-Stötteritz, der insbesondere in der ersten Hälfte des 20. Jahrhunderts einige zehntausend fortlaufend nummerierte Ansichtskarten in unterschiedlichen Drucktechniken produzierte. 1955 übernahm die Deutsche Fotothek knapp zehntausend Bilddokumente aus dem Archiv der Firma.

## Bedeutung
Am Archiv von Trinks & Co. lässt sich beispielhaft die Bedeutung historischer Ansichten und Bilddokumente belegen. Hierzu schrieb Johanna Dürig 2004:

„Anhand der über 60 bis fast 100 Jahre alten Aufnahmen aus dem Archiv Trinks & Co., Leipzig, läßt sich die Geschichte der oft infolge von Kriegen, städtebaulich oder siedlungsplanerisch begründeten, manchmal gravierenden Veränderungen von Orten und Landschaften nachvollziehen.“

## Geschichte

### Seit den Anfängen
Ab etwa 1909 und mindestens bis in das Kriegsjahr 1943 hinein produzierte die Firma Trinks & Co. Ansichtskarten nach Aufnahmen zahlreicher Fotografen. Die Motive gaben Ansichten „von Städten, Erholungs- und Urlaubsorten, bemerkenswerten Objekten (und) verschiedenen Landschaften“ wieder. Aufnahmen aus Sachsen, Thüringen, Mecklenburg, Pommern, Bayern, Hessen, Schlesien, Böhmen und aus Landschaften wie der Lausitz, dem Harz oder dem Vogtland, aber auch aus dem Ausland (z. B. aus Österreich und den Niederlanden) waren auf den Ansichtskarten wiedergegeben.

### Frühe Nummerierungen
Trotz eines in die Tausende gehenden Motivsortiments fanden sich für die jeweils abgebildeten Ortschaften bisher häufig vor allem „kleine“ fortlaufende Nummern, teils auf der Adressseite der Ansichtskarten. So wurde verlagsseitig etwa die Nummer „7“ sowohl für den Ort Duisburg vergeben als auch für Rothenburg ob der Tauber. Bei den folgenden Ansichtskarten gaben die Stifter der Digitalisate, teilweise auch nur die Bildnachweise auf Zeno.org, Zusatzhinweise:

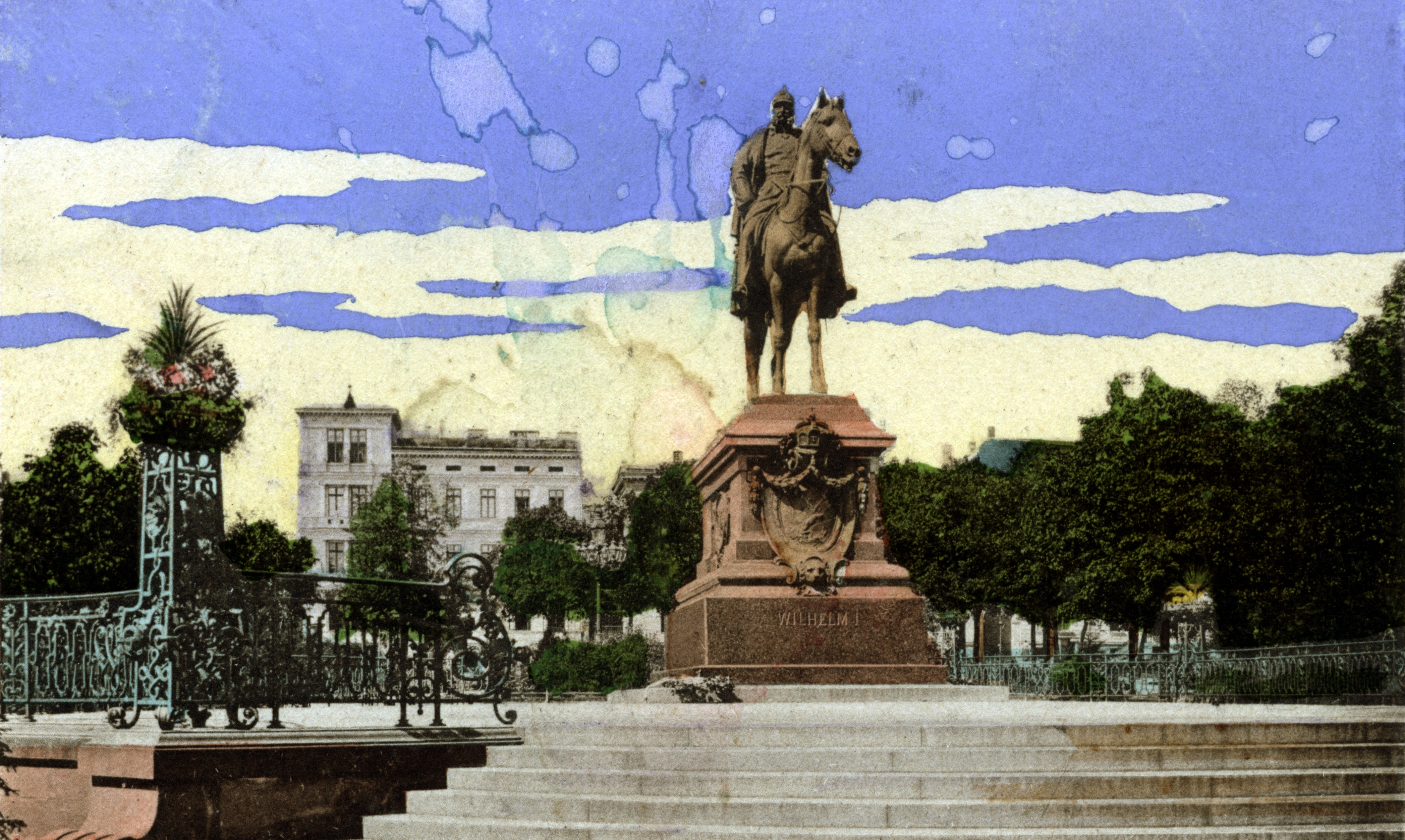
Nr. 4 aus dem Jahr 1909: Kaiser-Wilhelm-Denkmal in Frankfurt (Oder)
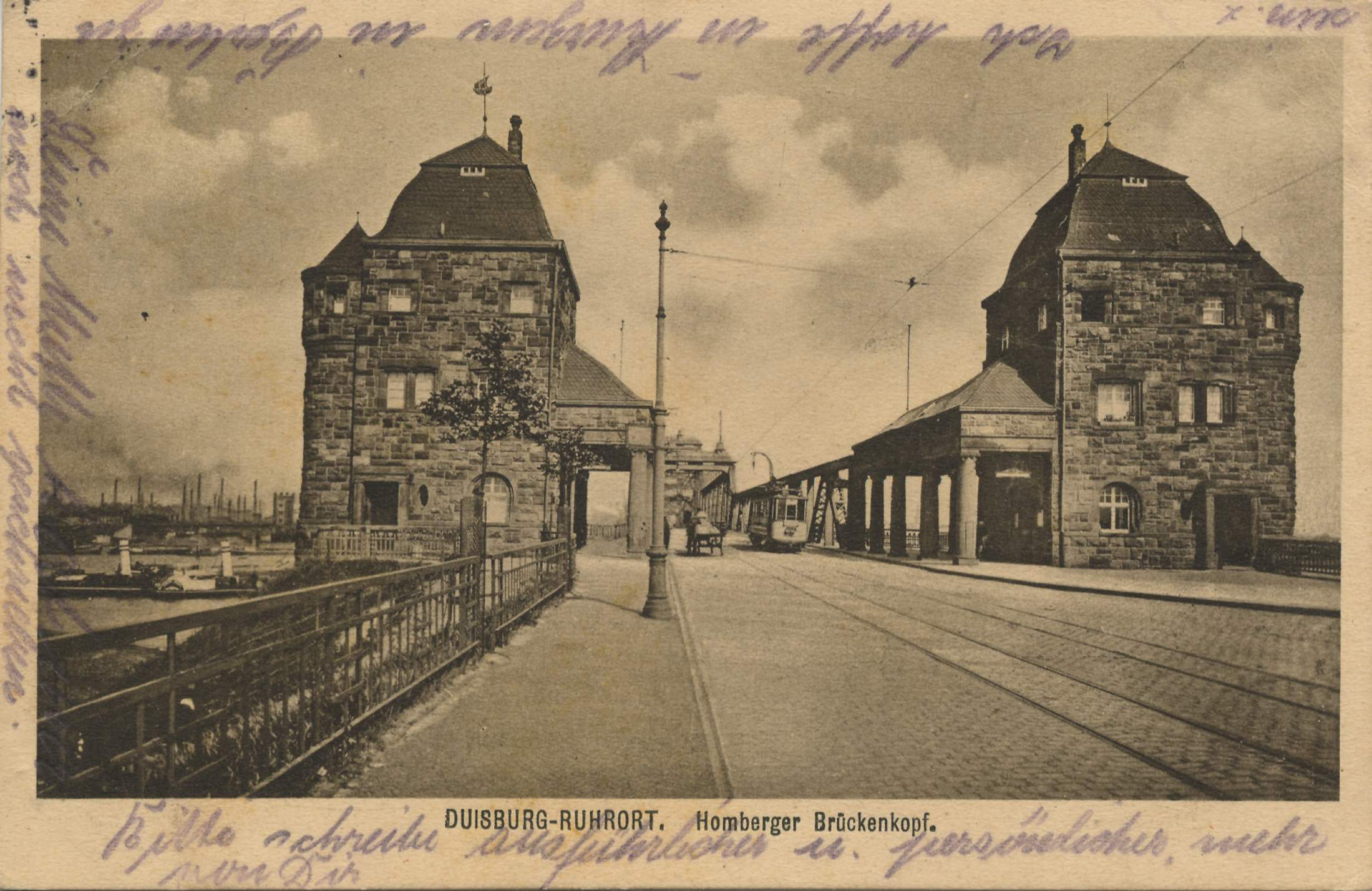
Nr. 7, befördert im Jahr 1925: Duisburg, Homburger Brückenkopf
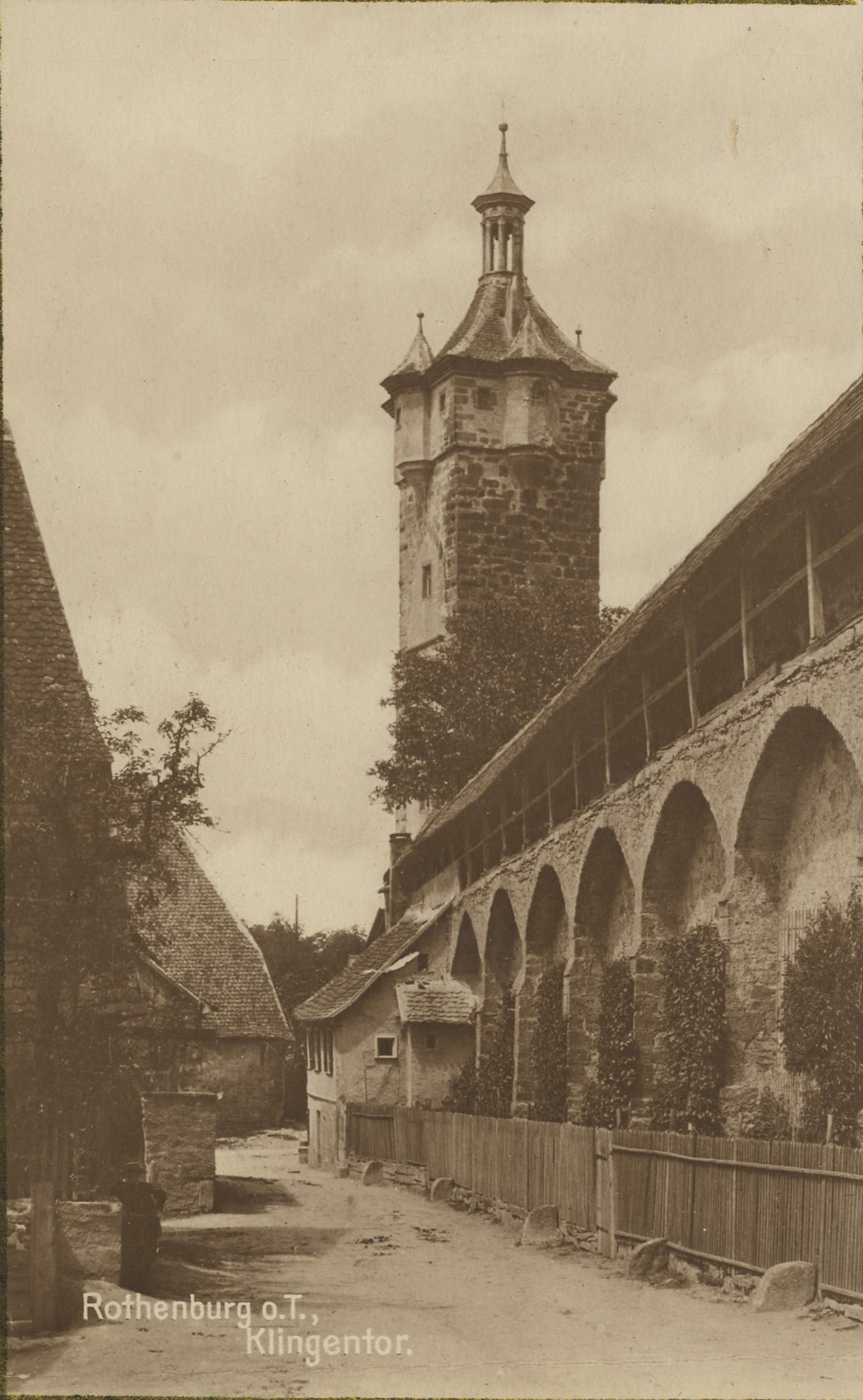
Nr. 7, Rothenburg ob der Tauber
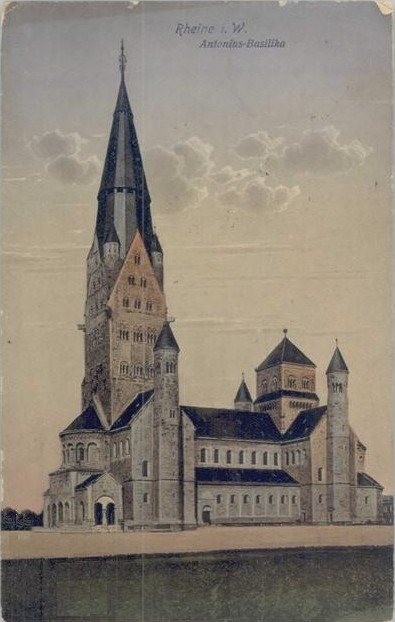
Vor dem Jahr 1914: St.-Antonius-Basilika, Rheine

### Seit dem Nationalsozialismus

#### Fotoankäufe

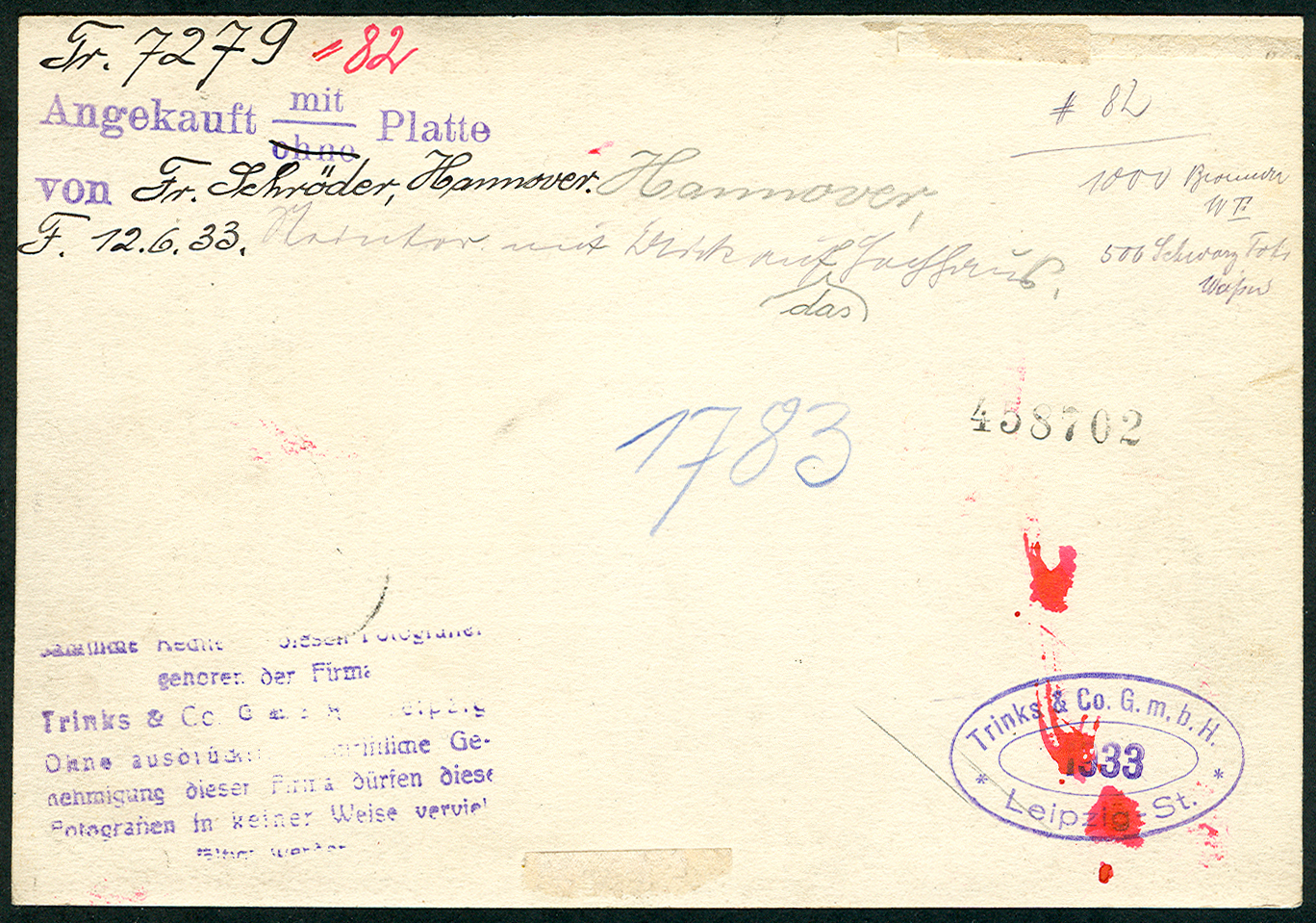
Rückseitige Vermerke eines 1933 von „Fr. Schröder, Hannover“ mit „Platte“ angekauften Fotos

Aus der Zeit des Nationalsozialismus ist ein Dokument bekannt, das Einblick in die Ankaufsverfahren für Bildmaterial durch Trinks & Co. belegt: Aus der Provenienz des Verlages trägt ein Foto des damaligen Steintors in Hannover kurz nach der Machtergreifung den rückseitigen Stempel „Angekauft mit / ohne Platte von“ – wobei handschriftlich das Wort „ohne“ durchgestrichen und ergänzt wurde – „Fr. Schröder, Hannover“. Zahlreiche weitere handschriftliche Ergänzungen mit unterschiedlichen Stiften geben erste Hinweise auf das hausintern gebräuchliche weitere Verfahren. So sollten offensichtlich „1000 Bromsilber (?)“ und „500 Schwarz Fotos …“ von der erworbenen Glasplatte aus der „Tr.“ (Tranche) mit der Motivnummer „82“ des Fotografen angefertigt werden. Weitere Zudrucke zeigen etwa mittels Stempel nach der Klaucke-Erfindung die sechsstellig fortlaufende Nummer „458702“, den Eigentums-Stempel der Trinks & Co. GmbH von 1933 sowie den Hinweis

„Sämtliche Rechte dieser Fotografie gehören der Firma Trinks & Co. GmbH. Ohne ausdrückliche schriftliche Genehmigung dieser Firma dürfen diese Fotografien in keiner Weise vervielfältig werden.“

Es sind jedoch auch andere Stempel mit Texten wie „Photographisches Urheberrecht Trinks & Co., Leipzig O 27 (oder auch „Leipzig-Stö.“)“ bekannt.

#### Reproduktionen von Vorkriegsansichten
Die Ergebnisse von Foto-Ankäufen sind – ebenfalls am Beispiel Hannover – für die Zeit des Zweiten Weltkrieges durch handschriftlich fortlaufend nummerierte Ansichtskarten dokumentiert. So zeigen die drei Karten mit den Nummern 18, 31 und 97 verschiedene Aufnahmen der Leineinsel Klein-Venedig:

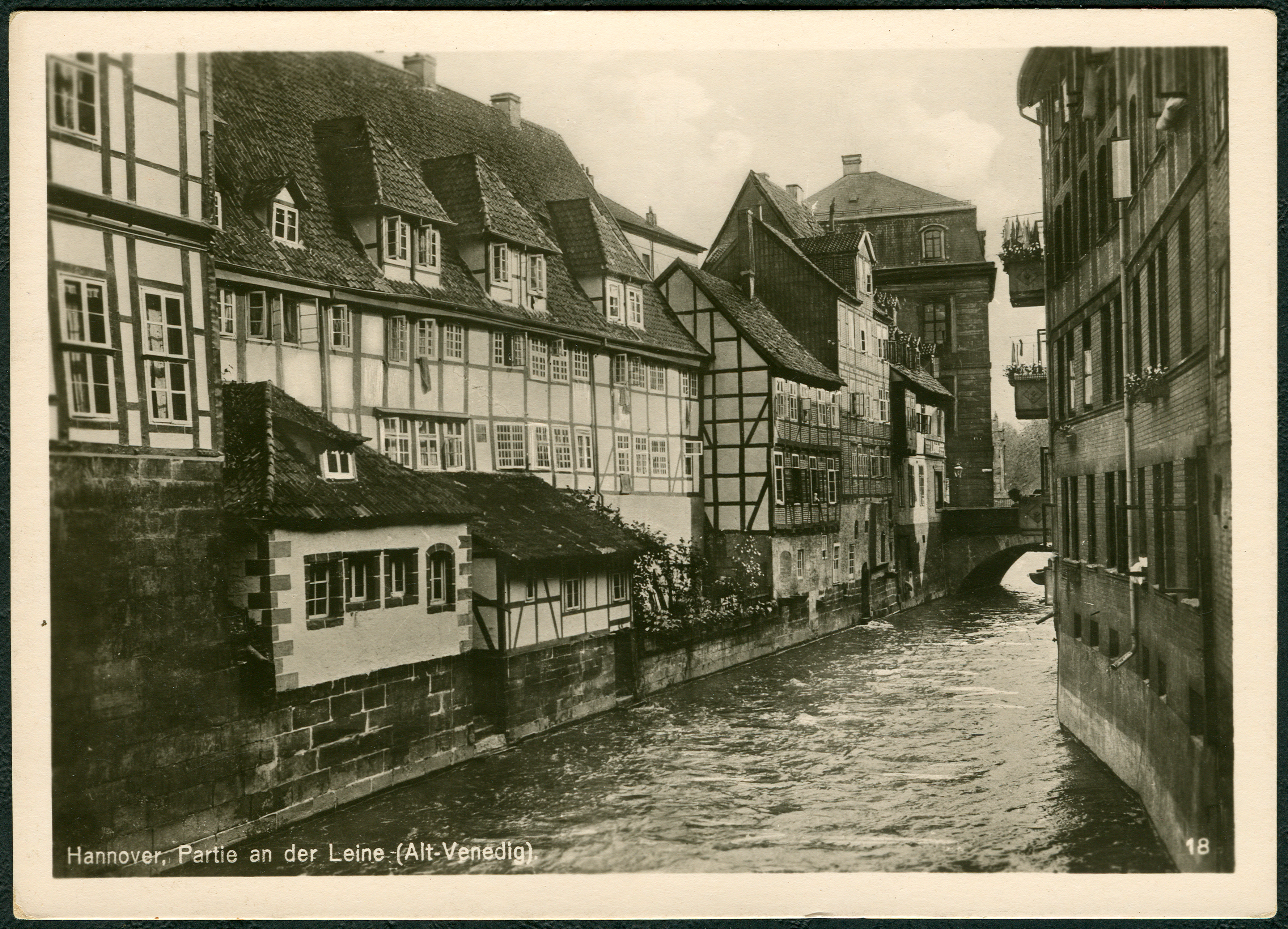
Nr. 18: „Hannover. Partie an der Leine Alt-Venedig“
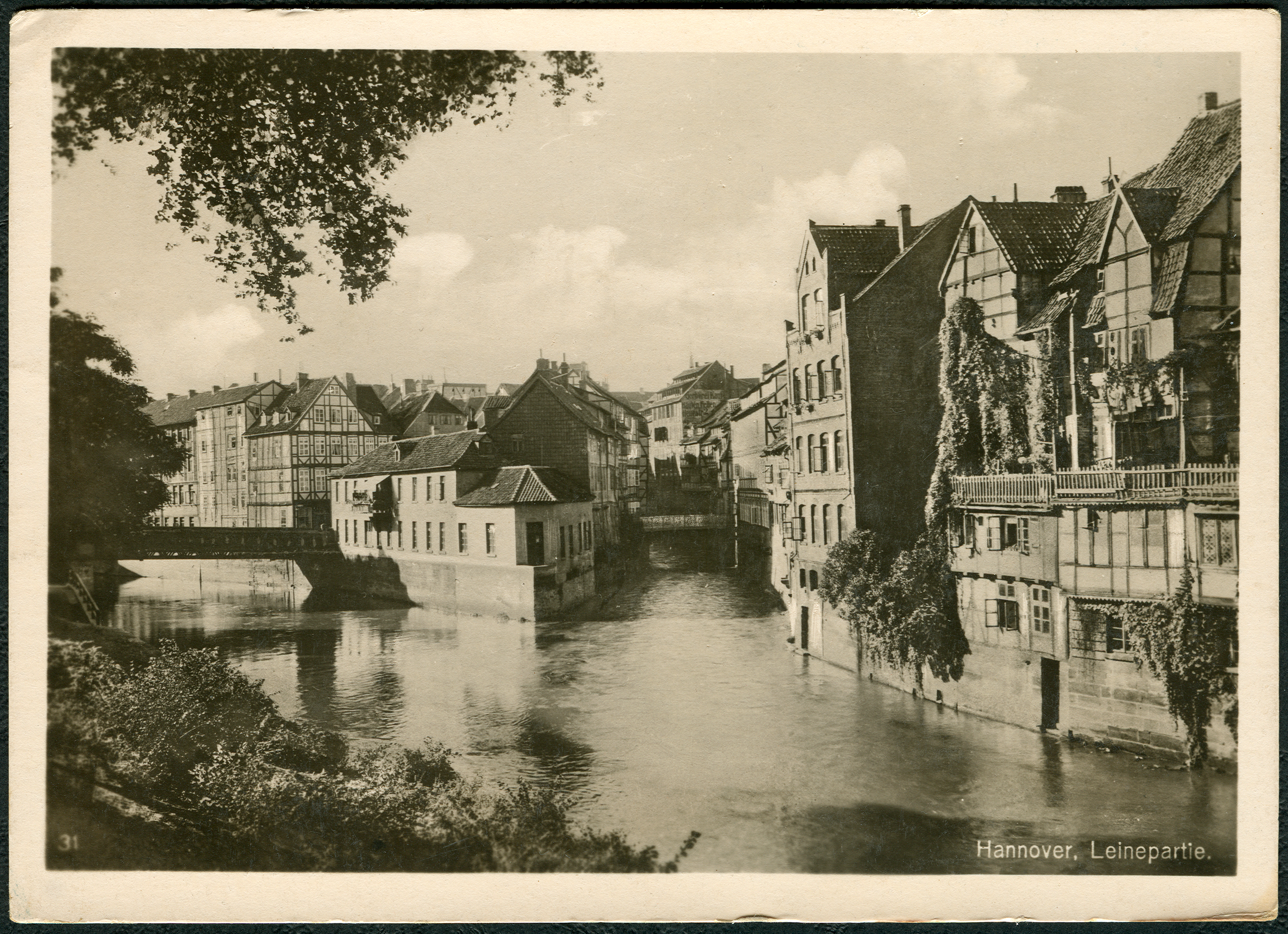
Nr. 31: „Hannover. Leinepartie“
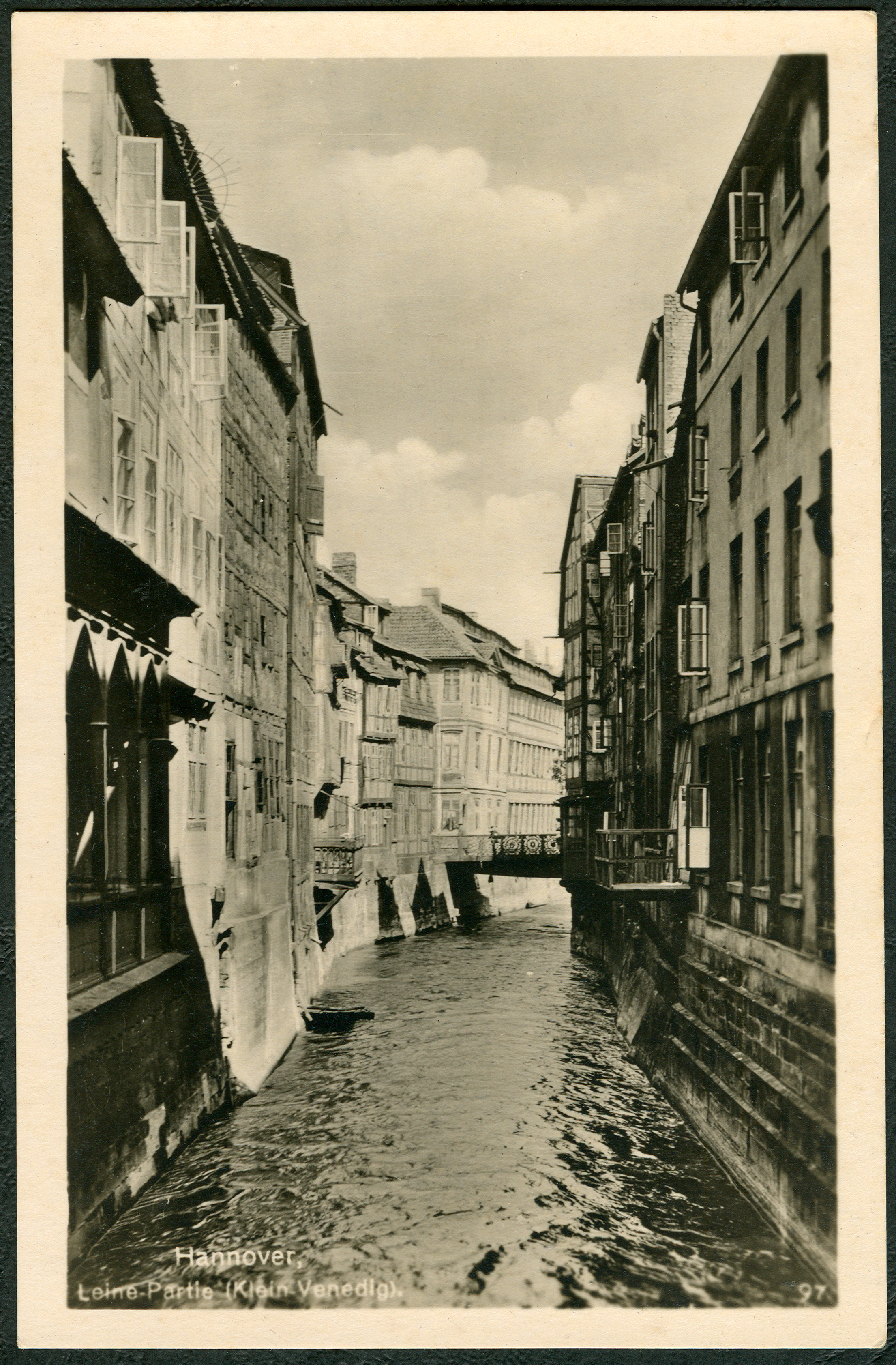
Nr. 97: „Hannover Leine-Partie Klein-Venedig“

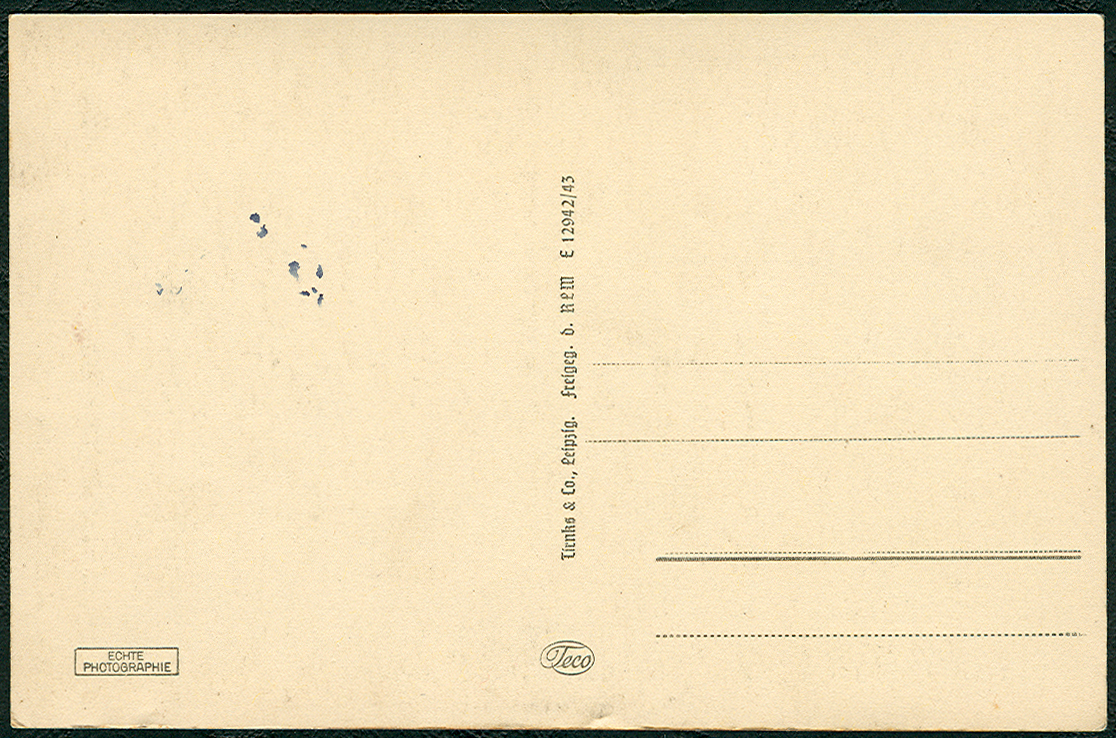
Nr. 97 aus dem Jahr 1943, freigegeben durch Rusts Reichserziehungsministerium per E 12942/43

Alle drei Karten tragen rückseitig neben den Verlagshinweis den Zudruck „Echte Fotografie“ sowie das Markenzeichen TECO. Jedoch findet sich lediglich auf der Karte Nr. 97 der Zusatz „Freigeg(eben) d(urch) REM (Reichserziehungsministerium) E 12942/43“. Der Hinweis „…/43“ bezieht sich auf das Jahr 1943, dem Jahr der schwersten Luftangriffe auf Hannover im Zweiten Weltkrieg. Und Minister des Reichsministeriums für Wissenschaft, Erziehung und Volksbildung war der – ebenfalls aus Hannover stammende – Gauleiter und Reichsbildungsminister Bernhard Rust.
Typisch für diese drei exemplarisch herausgestellten Karten aus dem Jahr 1943 mit ihren vergleichsweise hochwertigen „Echten Fotografien“ ist der ältere Ursprung der dargestellten Aufnahmen: In bestmöglicher Qualität wurden historische, ehemalige Ansichten von Szenerien reproduziert, während die Originalschauplätze längst dem Unrechtsstaat und den folgenden Fliegerbomben zum Opfer gefallen waren. Dies galt ähnlich auch für Städte wie etwa Frankfurt an der Oder: Nach den Flächenbombardierungen reproduzierte Trinks & Co. noch um 1948, dem Jahr der Währungsreform, etwa historische Aufnahmen des Fotografen Walter Fricke von der noch unzerstörten Stadt in Form von Ansichtskarten und Serien im Miniaturformat.

## Adresse beim Neuanfang
Laut Adressbuch der Stadt Leipzig von 1949 war das Unternehmen Trinks & Co. in der Schönbachstraße 60 ansässig. Inhaber und Pächter war seinerzeit Christoph Georg Christian Kreickenbaum, Prokuristin die unverheiratete Anna Erna Schuster.

## Das Archiv seit 1955
1955 übernahm die Deutsche Fotothek aus dem Archiv von Trinks & Co. rund 9000 Glasnegative in den Formaten 13 × 18 und 10 × 15 cm, die ehemals als Vorlage für Ansichtskarten gedient hatten. Zum Archiv gehören seitdem auch „einige Diapositive und Ansichtskarten, des Weiteren etwa 110 große Karteikarten mit Vermerken über Ort, Fotograf, Aufnahmejahr, Objekt [und] Druckgenehmigung“. Dabei handelt es sich „jedoch nur um Orte auf dem Territorium der DDR, im Hinblick auf das Übernahmejahr des Archivs durch die Deutsche Fotothek [… möglicherweise] ein Akt des Zensors. Zwischen den Karteikarten und den Negativen ist häufig keine Konkordanz feststellbar.“

## Forschungsbedarf

### Bisher bekannte Fotografen
Durch das Archiv in der Deutschen Fotothek sind die Namen, jedoch nur selten die Vornamen, von Fotografen bekannt, die häufig für den Verlag Trinks & Co. tätig waren. Folgende Namen von Fotografen konnten bisher ermittelt werden:
- Fritz Cölln[1]
- Dankelmann[1]
- Walter Fricke, der ab 1948 seine historische Ansichten von Frankfurt (Oder) bei Trinks & Co. reproduzieren ließ[8]
- Ingenbrand, Kreuznach[12]
- Kastner[1]
- Kistner[1]
- Leonhardt[1]
- Lesrout[13]
- Lippert[1]
- Lörich[1]
- Wilhelm Miesler[1]
- Müller[1]
- Plasowitz[1]
- Raslag[1]
- Ritter[1]
- Fr. Schröder; verkaufte 1933 Fotografien und Glasplatten von Hannover an Trinks & Co.[2]
- Trinks[1]
- Witte[1]

### Fortlaufende Nummerierung
- Bei den von Trinks & Co. fortlaufend nummerierten Ansichtskarten fallen zunächst die niedrigen Nummern rund um die Leineinsel „Klein-Venedig“ in Hannover auf. Ungeklärt ist, ob diese Nummern bereits zu Beginn der Firmengeschichte für die Originalfotos festgelegt wurden, oder ob dies zu einem späteren Reproduktionszeitpunkt erfolgte.[2]
- Mangels genügend vorliegender Dokumente konnte bei der Nummerierung der Ansichtskarten bisher keine durchgehende oder einheitliche Systematik spezifiziert werden. Auch eine wenigstens annähernde Größenordnung für die Anzahl der verschiedenen reproduzierten Motive war bei dem derzeitigen Erfassungsstand bisher noch nicht möglich.[2]

### Beziehungen zu Mitbewerbern
- Die Beziehungen zu dem schon zuvor, um 1900 gegründeten, ebenfalls in Leipzig-Stötteritz ansässigen Ansichtskartenverlag Dr. Trenkler & Co.[14] mit ähnlichem Sortiment sind bisher nicht untersucht.